# Dipartimento di Vinchina
Vinchina è un dipartimento argentino, situato nella parte nord-occidentale della provincia di La Rioja, con capoluogo Villa San José de Vinchina.
Esso confina a nord con la provincia di Catamarca, ad est con il dipartimento di Famatina, a sud con quello di General Lamadrid, e ad ovest con la repubblica del Cile.
Secondo il censimento del 2001, su un territorio di 11.711 km², la popolazione ammontava a 2.834 abitanti, con un aumento demografico del 22,84% rispetto al censimento del 1991.
Il dipartimento, come tutti i dipartimenti della provincia, è composto da un unico comune, con sede nella città di Villa San José de Vinchina, e comprensivo di altri centri urbani (localidades o entitades intermedias vecinales in spagnolo), tra cui quello di Jagüé.